# Kalin Stepanián
Kalin Stepanyan (en ruso: Калин Ервандович Степанян; Shamkir, RSS de Azerbaiyán; 15 de mayo de 1955-3 de agosto de 2024) fue un futbolista y entrenador de fútbol ruso que jugó en la posición de defensa.

## Carrera

### Jugador
| Periodo   | Club                     |
| --------- | ------------------------ |
| 1981-1983 | FC Spartak Oryol         |
| 1984-1987 | FC Spartak Ordzhonikidze |
| 1988–1990 | FC Spartak Oryol         |
| 1990–1992 | FC Avtodor Vladikavkaz   |
| 1993-1994 | Arfan Turki FC           |
| 1994      | FK Almark                |
| 1995      | Masters FC               |
| 1997      | Masters FC               |
| 1997      | FC Spartak Anapa         |
| 1998      | FK Elhot                 |

### Entrenador
| Periodo   | Club                     |
| --------- | ------------------------ |
| 1999–2000 | FC Vityaz Krymsk         |
| 2001      | FC Nemkom Krasnodar      |
| 2001–2002 | FC Alania-2 Vladikavkaz  |
| 2003      | FC Vityaz Krymsk         |
| 2008–2009 | FC Abinsk                |
| 2009      | FC Mashuk-KMV Pyatigorsk |
| 2012–2015 | FC Astrakhan             |
| 2015      | FC Druzhba Maykop        |